# Kreis Talsen
Der Kreis Talsen (russisch Тальсенский уезд, lettisch Talsu apriņķis) war von 1819 bis 1949 eine Verwaltungseinheit in Kurland. Hauptort war Talsen.

## Lage
Der Kreis Talsen grenzte im Nordosten an den Rigaer Meerbusen, Südosten an Kreis Tuckum, Südwesten an Kreis Goldingen, Nordwesten Kreis Windau.

Lage im Gouvernement Kurland
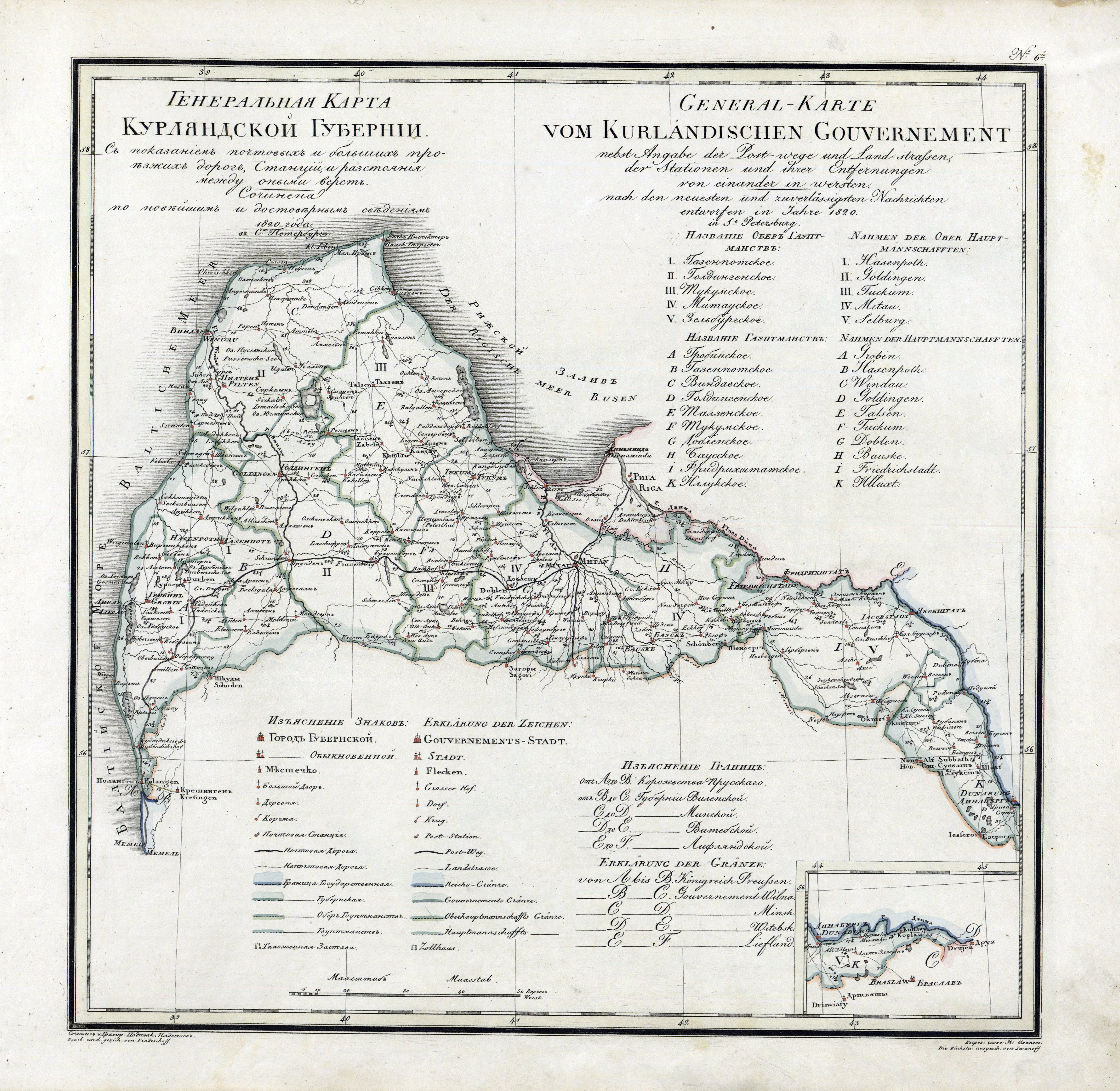
Das Gouvernement im Jahr 1821 (russisch/deutsch)
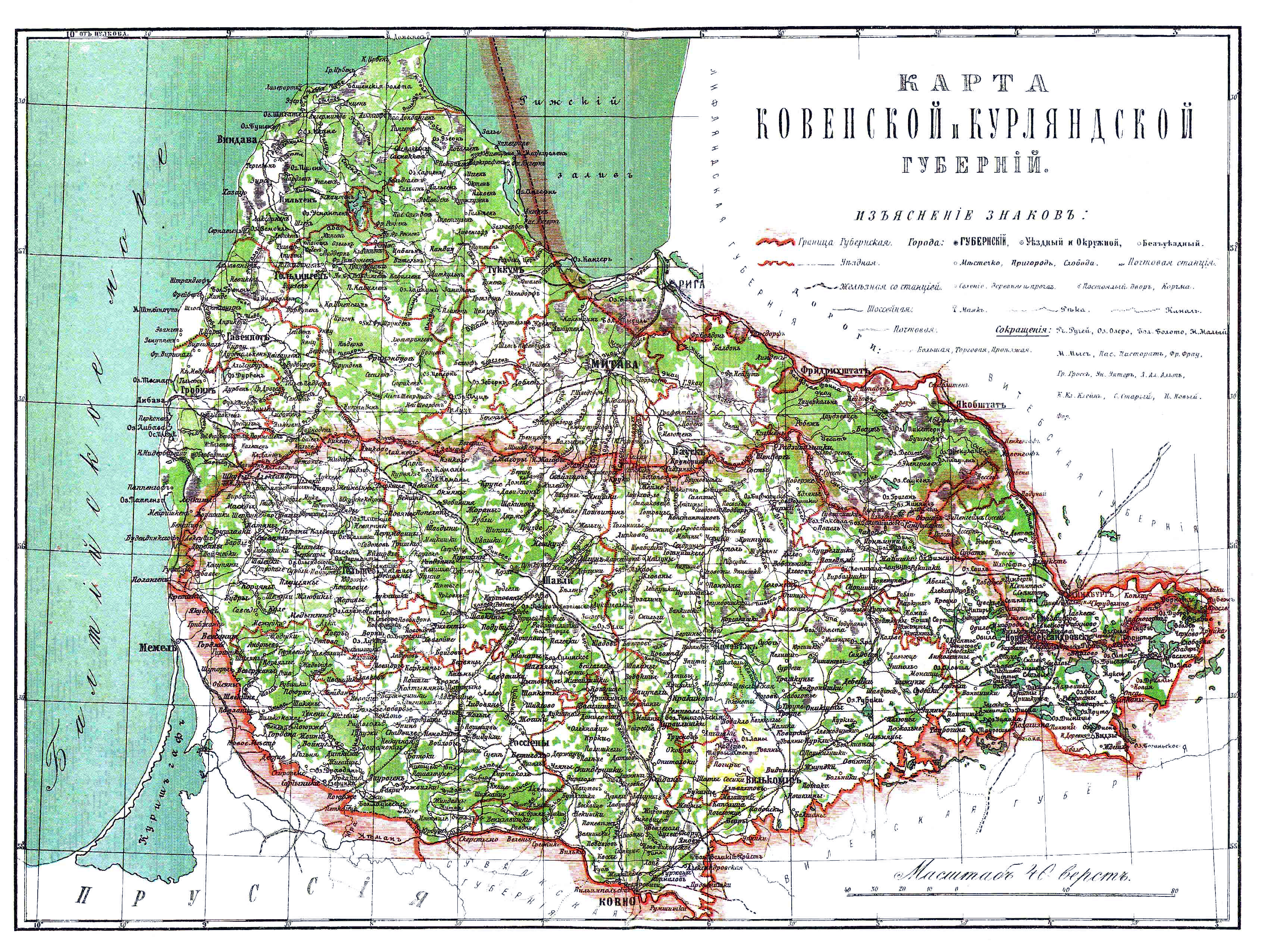
Die Gouvernements Kurland und Kaunas (Kowno) in einer russischen Karte um 1890